# Never gonna stop it
「Never gonna stop it」（ネヴァー・ゴナ・ストップ・イット）はMAXの16枚目のシングルである。2000年2月16日発売。

## 概要
- 2000年第1弾シングル。
- 曲の選考から作詞、MV制作に関わった、MAX初のセルフ・プロデュースによるヒップホップ調の曲である。
- このセルフプロデュースに関しては当時スタッフの反対を押し切って行われ、メンバーは作詞の経験もなかった当時を振り返り『自分たちの力を過信していた』と発言している[1]。
- 2024年には公式YouTubeチャンネルで定点ダンス動画が公開された。

## 収録曲
1. Never gonna stop it
作詞：MAX / ラップ詞：CHINO、KATSU / 作曲・編曲：笹本安詞、CHINO
2. So special love
作詞：森浩美 / 作曲・編曲：笹本安詞
3. Get ready?
作詞：森浩美 / 作曲・編曲：笹本安詞
4. Never gonna stop it (Original Karaoke)
5. So special love (Original Karaoke)
6. Get ready? (Original Karaoke)

## タイアップ
- Never gonna stop it
  - ブルボン「くだものいっぱいゼリー」CMソング
  - 日本テレビ系「GIRLS²」エンディングテーマ
- Get ready?
  - Nikon「Nuvis S2000」CMソング

## 収録アルバム
Never gonna stop it
- EMOTIONAL HISTORY (#5)
- PRECIOUS COLLECTION 1995-2002 (Disc-2 #4)
- MAXIMUM PERFECT BEST (Disc-2 #8)
- MAXIMUM TRANCE (#9, Huge the shines 37 mix)

Get ready?
- EMOTIONAL HISTORY (#10)